# Romnî
Romnî (în ucraineană Ромни) este oraș regional în regiunea Sumî, Ucraina. Deși subordonat direct regiunii, orașul este și reședința raionului Romnî. În afara localității principale, mai cuprinde și satele Hrabîne și Kolisnîkove.

## Demografie
Componența lingvistică a orașului Romnî
     Ucraineană (93,95%)
     Rusă (5,7%)
     Alte limbi (0,11%)
Conform recensământului din 2001, majoritatea populației orașului Romnî era vorbitoare de ucraineană (93,95%), existând în minoritate și vorbitori de rusă (5,7%).